# 楢俣川
楢俣川（ならまたがわ）は、群馬県利根郡みなかみ町を流れる川で、利根川水系の一級河川。

## 地理
みなかみ町にそびえる赤倉岳およびスズヶ岳の南面を水源とし、南へと流れ、利根川に合流する。延長15キロメートル、流域面積111.9平方キロメートル、そのすべてがみなかみ町に属する。流路の途中には水資源機構の奈良俣ダム（ならまた湖）があり、また利根川への合流点は洞元湖と呼ばれる人造湖である。洞元湖は東京電力の発電用ダムである須田貝ダム（旧称・楢俣ダム）によって形成される人造湖であり、その湖名は洞元の滝にちなむ。

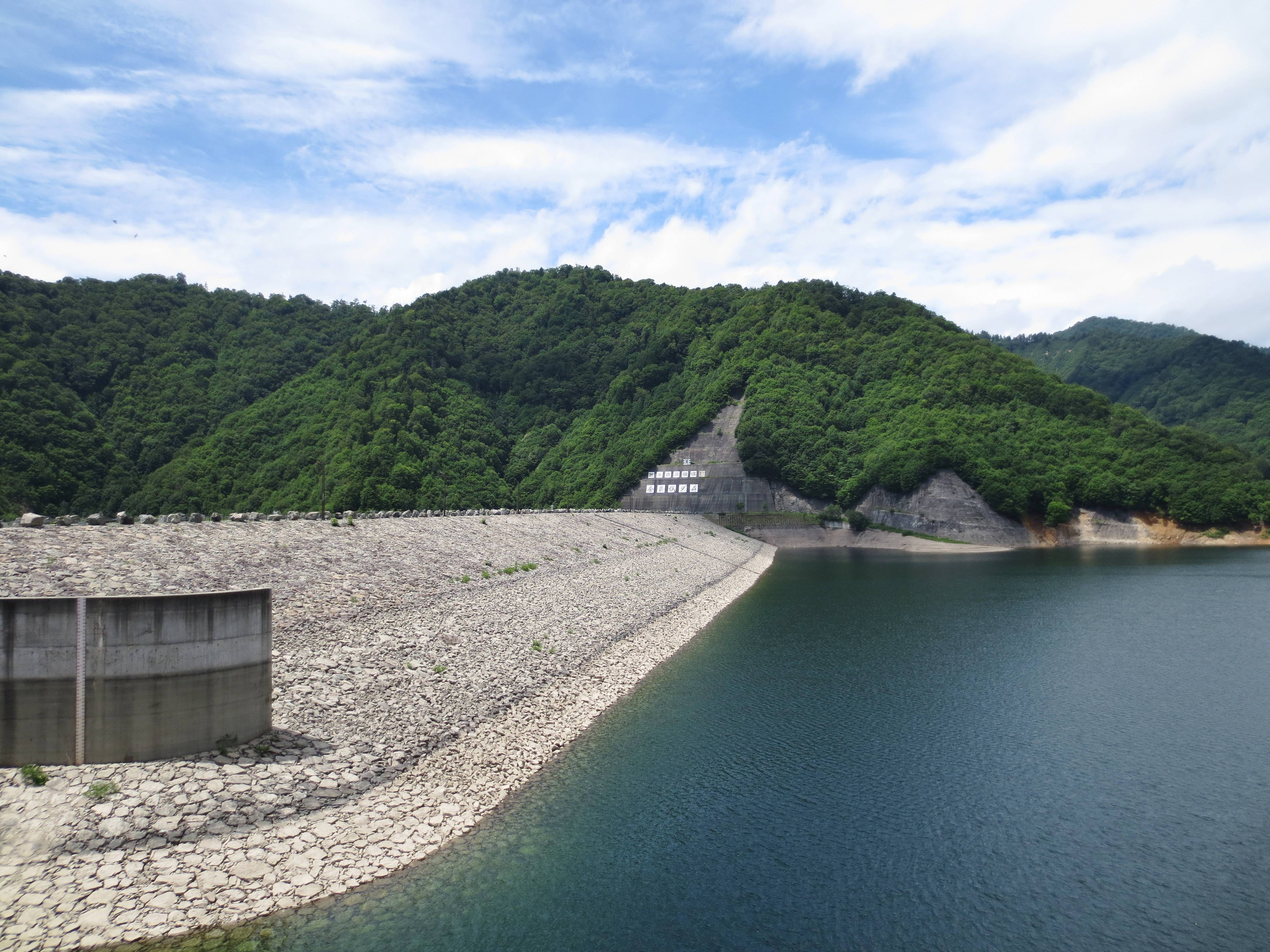
奈良俣ダム
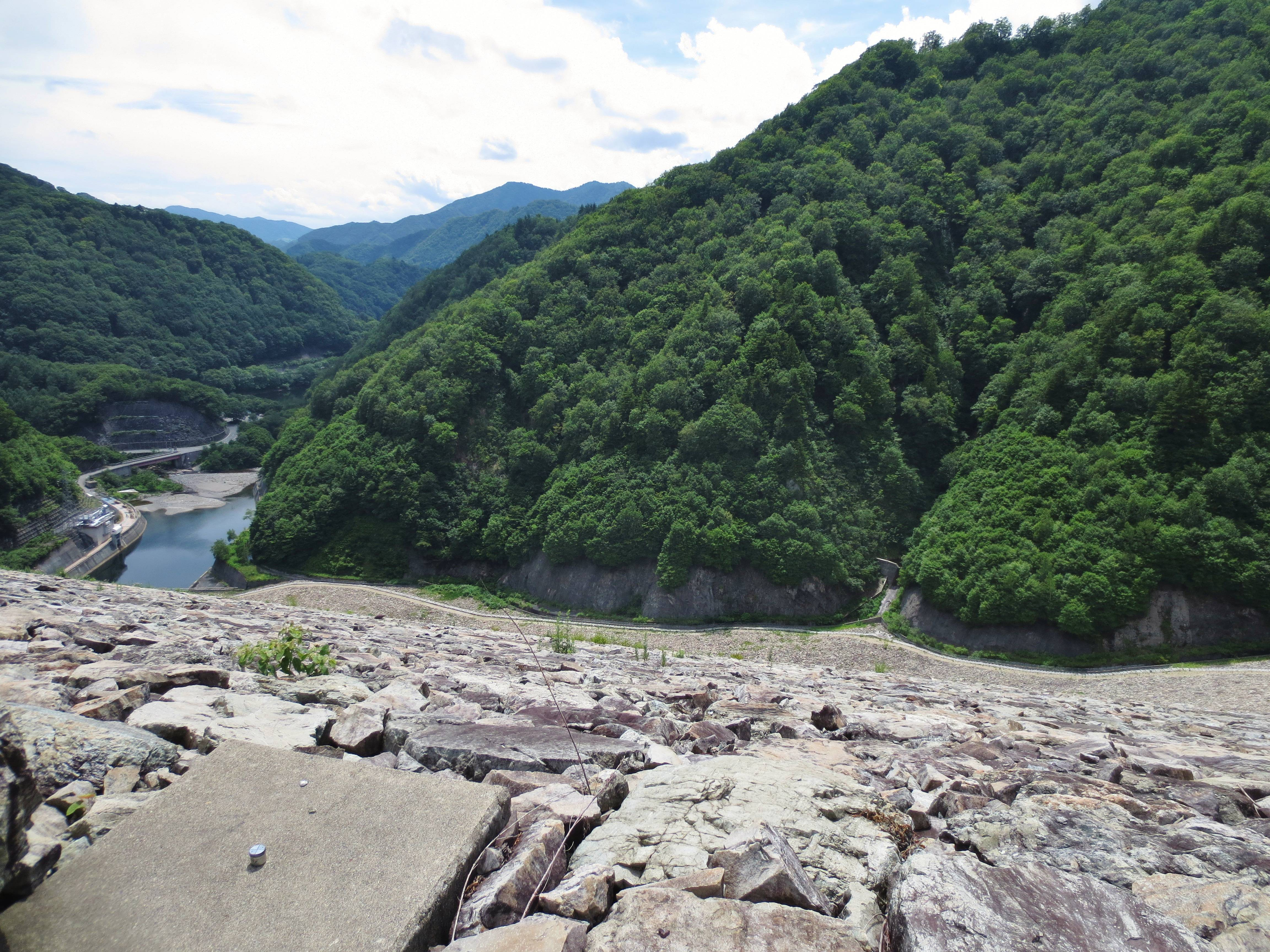
奈良俣ダムより下流を望む

## 治水
奈良俣ダム地点における計画高水流量を370立方メートル毎秒とし、うち360立方メートル毎秒を奈良俣ダムにて洪水調節を行う。また、他の利根川上流ダム群と連携して、利根川の流水の正常な機能の維持を図る。

## 水力発電
多目的ダムである奈良俣ダムでは群馬県企業局による水力発電が行われており、奈良俣発電所にて最大1万2,800キロワットの電力を発生する。また、利根川への合流点である須田貝ダムでは、東京電力の須田貝発電所にて最大4万6,200キロワットの電力を発生するほか、同社の揚水発電所・矢木沢発電所の下池としても利用され、上池・矢木沢ダムとの間で水を往来させ、最大24万キロワットの電力を発生する。

## 支流
- 湯ノ小屋沢川 - 武尊山に端を発し、洞元湖温泉にて楢俣川に合流する[1]。川筋には奥利根水源の森（水源の森百選）、照葉峡、湯ノ小屋温泉、洞元の滝などがある。奈良俣ダムへの導水施設もある[2]。

## 河川施設
| 本流・ 一次支流 | 二次支流     | 河川施設           | 型式             | 高さ | 総貯水容量 | 事業者     | 完成年 | 備考       |
| --------------- | ------------ | ------------------ | ---------------- | ---- | ---------- | ---------- | ------ | ---------- |
| 楢俣川          |              | 奈良俣ダム         | ロックフィル     | 158  | 90,000     | 水資源機構 | 1991   | ダム湖百選 |
| 楢俣川          | 湯ノ小屋沢川 | 湯ノ小屋沢川取水堰 | ゴム引布製起伏堰 | -    | -          | 水資源機構 |        |            |

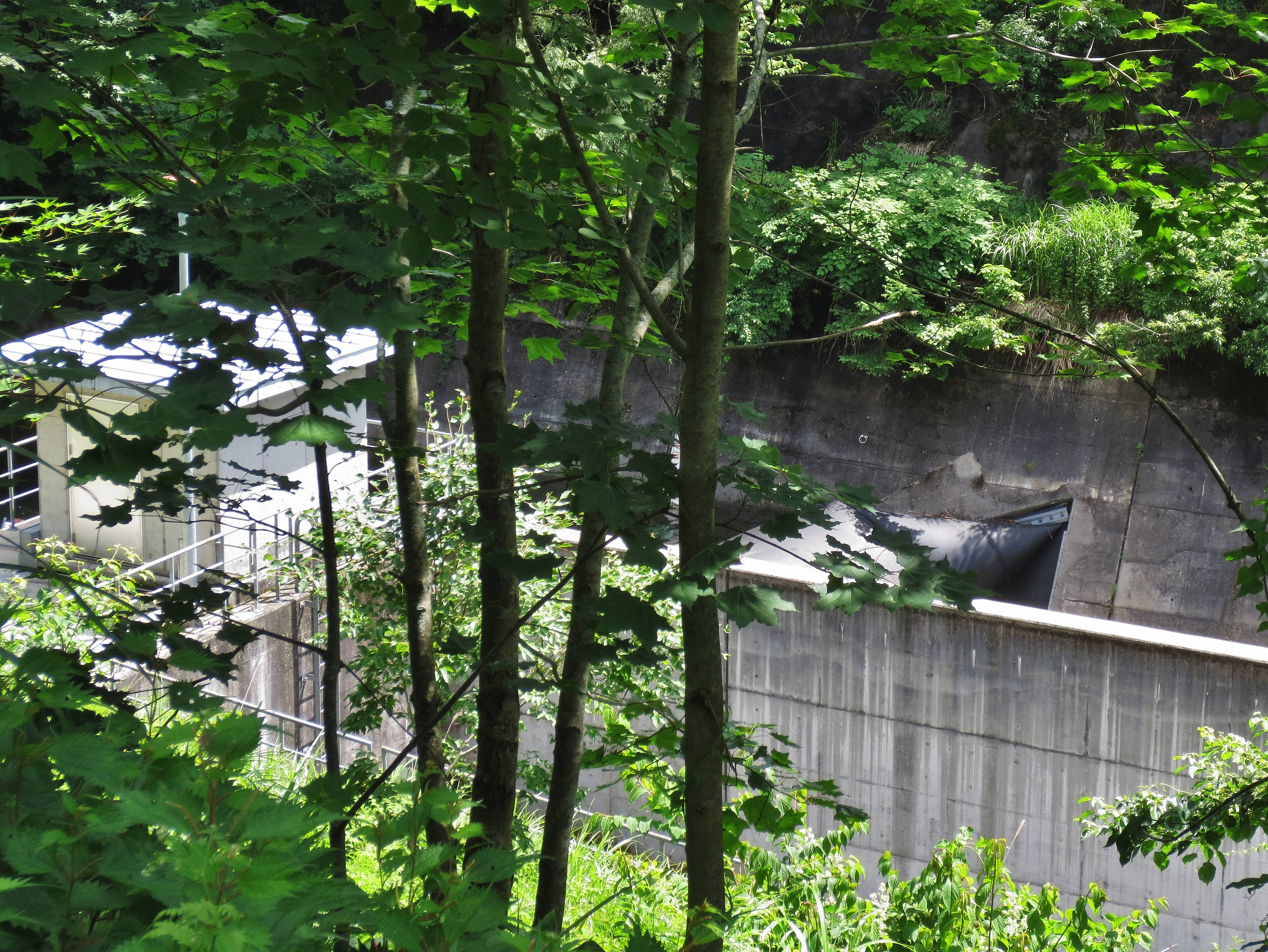
湯ノ小屋沢川取水堰

## 並行する交通
- 群馬県道63号水上片品線